# (18268) Дардан
(18268) Дардан (лат. Dardanos, др.-греч. Δάρδανος) — троянский астероид Юпитера, двигающийся в точке Лагранжа L5, в 60° позади планеты. Астероид был открыт 16 октября 1977 года голландскими астрономами К. Й. ван Хаутеном, И. ван Хаутен-Груневельд и Томом Герельсом в Паломарской обсерватории и назван в честь Дардана, сын Зевса и плеяды Электры.

Орбита астероида Дардан и его положение в Солнечной системе